# Meddle

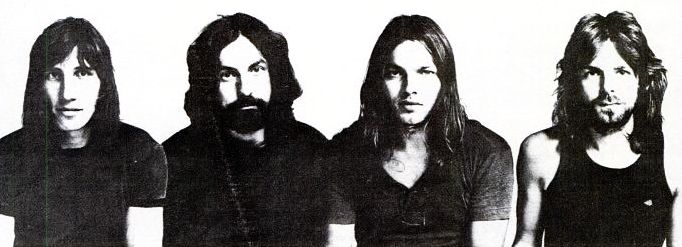
Die Band Pink Floyd im Jahr 1971
(v. l.: Waters, Mason, Gilmour, Wright)

Meddle ist das sechste Studioalbum der englischen Rockband Pink Floyd, das am 30. Oktober 1971 in den USA und am 5. November 1971 in Europa veröffentlicht wurde. Es markiert den Übergang der Band vom psychedelischen Rock zum Artrock bzw. Progressive Rock. Das Album schneidet kommerziell gesehen schlechter ab als der Vorgänger Atom Heart Mother, wird aber von der Gruppe selbst und den meisten Fachleuten als stilistisch wichtiger erachtet.

## Bedeutung
Meddle gilt als musikalisch geschlossener verglichen mit dem Vorgängeralbum Atom Heart Mother, auch wenn sich die einzelnen Titel stilistisch sehr unterscheiden. Es enthält einige Motive, die in den späteren Alben The Dark Side of the Moon und Wish You Were Here wieder auftauchen, wie das Windgeräusch beim Übergang vom ersten zum zweiten Stück. Nach Ansicht vieler Kritiker haben sich Pink Floyd mit Meddle endgültig von Syd Barrett emanzipiert und ihren programmatischen Stil gefunden, der die Grundlage für die beiden Erfolgsalben The Dark Side of the Moon und Wish You Were Here bildet.
Während es bei den Vorgängeralben noch üblich war, dass einzelne Mitglieder der Gruppe alleine ein Lied schrieben, änderte sich das bei Meddle. San Tropez ist das einzige Stück, das nur noch eine Person als Urheber trägt. Das lag laut Schlagzeuger Mason daran, dass sie festgestellt hatten, dass die Lieder, die von der gesamten Band geschrieben wurden, meist die besten waren.
Auffallend gegenüber den Vorgängeralben ist der wachsende Einfluss von Gitarrist David Gilmour, der die meisten Stücke singt. Die Harmonik des Albums ist in A Pillow of Winds, Echoes und San Tropez ausgefeilter und der psychedelisch-experimentelle Anteil wird gegenüber den Vorgängeralben sparsamer eingesetzt. Die Klangexperimente im Mittelteil von Echoes verweisen auf die Vorgängeralben A Saucerful of Secrets und Ummagumma.

## Musik
Den Auftakt von Meddle bildet One of These Days, welches mit Windrauschen beginnt. Ab Minute 0:35 setzen nacheinander zwei E-Bässe ein, die von Roger Waters und David Gilmour gespielt und über ein Binson Echorec verzerrt werden. Der einzige Text des Stücks, gesprochen im Mittelteil von Nick Mason und stark verlangsamt und verfremdet, lautet “One of these days I’m going to cut you into little pieces” (dt.: „Eines Tages werde ich dich in kleine Stücke zerschneiden“).
Das zweite Stück A Pillow of Winds ist im Gegensatz zu One of these Days sehr ruhig. Den Gesang übernimmt Gilmour, während er durch zahlreiche Gitarren einen Klangteppich erzeugt.
Das dritte Stück Fearless ist etwas lebhafter als A Pillow of Winds und beinhaltet neben Gilmours Gesangsparts auch Fangesänge des Stückes You’ll Never Walk Alone, interpretiert von Fans des Fußballvereins FC Liverpool.
Das schwungvolle San Tropez hat Ähnlichkeiten mit dem Gypsy-Jazz der 1920er und 1930er Jahre, wie ihn Joe Venuti, Stéphane Grappelli und Django Reinhardt erfanden.
Über die gesamte Länge des letzten Stücks der A-Seite Seamus, einem Blues, legte Pink Floyd Aufnahmen vom Jaulen und Bellen des namengebenden Hundes, der dem Gitarristen Steve Marriott gehörte.
Das letzte Stück des Albums ist Echoes und nimmt mit 23:31 Minuten die gesamte B-Seite von Meddle ein. Es beginnt mit einem echolotähnlichen Ton, den Richard Wright über einen Leslie-Lautsprecher verfremdet auf einem Flügel spielt. Dadurch bekommt der Ton, ein dreigestrichenes h, einen Tremolo-Effekt, der zuvor schon von den Beatles benutzt wurde. Meddle endet, wie es angefangen hat, mit Windgeräuschen.
Viele Kritiker behaupten, dass Pink Floyd durch Echoes endgültig ihren Stil gefunden hat.

## Veröffentlichung
Meddle wurde zuerst am 30. Oktober 1971 in den USA und sechs Tage später, am 5. November 1971, in Europa veröffentlicht. Das Album wurde 1992, 2008 und 2011 auf CD remastert und 2014 sowie 2016 neu auf Vinyl aufgelegt.  Die Kompilation Echoes: The Best of Pink Floyd von 2001 wurde nach dem Lied Echoes benannt.

## Titelliste
A-Seite:
1. One of These Days (Waters—Wright—Mason—Gilmour) – 5:58
2. A Pillow of Winds (Waters—Gilmour) – 5:17
3. Fearless (Waters—Gilmour) – 6:08
4. San Tropez (Waters) – 3:43
5. Seamus (Waters—Wright—Mason—Gilmour) – 2:16

B-Seite:
1. Echoes (Waters—Wright—Mason—Gilmour) – 23:31

## Rezeption
Stephen Thomas Erlewine verlieh dem Album in Allmusic viereinhalb Sterne und schrieb, die Gruppe habe klugerweise beschlossen, nach Atom Heart Mother trotz all seiner Pracht seine Orchesterexzesse für das Nachfolgealbum  einzuschränken. Wenn es keine Popsongs im klassischen Sinne gibt, herrsche ein einheitlicher Ton; Pink Floyd seien wahre Meister der Textur gewesen, und Meddle ist einer ihrer großartigsten Ausflüge in kleine Details und weise den Weg zur gemessenen Brillanz von The Dark Side of the Moon und der gesamten Roger Waters-Ära. Hier übe David Gilmour einen etwas größeren Einfluss aus, zumindest was den Lead-Gesang betrifft, aber es sei nicht alles süß und leicht – auch wenn die beschwingten Rhythmen willkommen sind, fühle sich „San Tropez“ fehl am Platz an. Dennoch sei das Album eine der konsequentesten Stimmungserkundungen Floyds, insbesondere aus ihrer Zeit bei Harvest, und es gilt als die stärkste Platte, die sie zwischen Syd Barretts Abgang und Dark Side of the Moon veröffentlicht haben.

## Kommerzieller Erfolg

### Chartplatzierungen
| ChartsChartplatzierungen       | Höchstplatzierung | Wochen |
| ------------------------------ | ----------------- | ------ |
| Deutschland (GfK)              | 11 (11 Wo.)       | 11     |
| Österreich (Ö3)                | 69 (1 Wo.)        | 1      |
| Schweiz (IFPI)                 | 76 (2 Wo.)        | 2      |
| Vereinigte Staaten (Billboard) | 70 (74 Wo.)       | 74     |
| Vereinigtes Königreich (OCC)   | 3 (85 Wo.)        | 85     |

### Auszeichnungen für Musikverkäufe
| Land/Region                  | Auszeichnungen für Musikverkäufe (Land/Region, Auszeichnung, Verkäufe) | Verkäufe  |
| ---------------------------- | ---------------------------------------------------------------------- | --------- |
| Deutschland (BVMI)           | Gold                                                                   | 250.000   |
| Frankreich (SNEP)            | 2× Gold                                                                | 200.000   |
| Italien (FIMI)               | Gold                                                                   | 25.000    |
| Vereinigte Staaten (RIAA)    | 2× Platin                                                              | 2.000.000 |
| Vereinigtes Königreich (BPI) | Gold                                                                   | 100.000   |
| Insgesamt                    | 5× Gold · 2× Platin ·                                                  | 2.575.000 |

Hauptartikel: Pink Floyd/Auszeichnungen für Musikverkäufe